# Nejlikros
Nejlikros är några sorter i rosrosgruppen rugosarosor (Rosa Rugosa-gruppen). De kännetecknas av relativt små blommor med fransiga kronblad. Sorten 'F. J. Grootendorst' är den ursprungliga och den egentliga nejlikrosen, de övriga sorterna är färgmutationer av denna.

## Sorter
- 'F. J. Grootendorst' (de Goey 1918)
- 'Grootendorst Supreme' (F.J. Grootendorst 1936)
- 'Pink Grootendorst' (F.J. Grootendorst 1923)
- 'White Grootendorst' (Paul Eddy 1962)